# Christen Andreas Fonnesbech
Christen Andreas Fonnesbech, född den 7 juli 1817 i Köpenhamn, död där den 17 maj 1880, var en dansk politiker.
Fonnesbech tog kandidatexamen i juridik. Han blev medlem av Holbæks amtråd 1848 och folketinget 1858. I folketinget var han finansutskottets ordförande. Samma år blev han medlem av riksrådet. Mellan 1864 och 1866, samt från 1874, satt han i Landstinget.
Från november 1865 kom Fonnesbach att under ett årtionde ingå i flera regeringar; först som finansminister fram till maj 1870 då han blev inrikesminister, därefter blev han i juli 1874 statsminister. Han lämnade regeringen i juni 1875 efter att ha lagt mycket tid på att stödja utbyggnaden av telegraf- och järnvägsnäten. 1872 lämnade han folketinget.
Ursprungligen var han nationalliberal, men 1860 var han med och bildade utbrytarpartiet De uafhængige och från omkring 1865 tillhörde han gruppen "nationella godsägare" med Christian Emil Krag-Juel-Vind-Frijs och Jacob Brønnum Scavenius Estrup som ledargestalter. Då han 1872 avskaffade "fæstevæsenet" medförde det att han skaffade sig fiender bland godsägarna, vilket senare kom att fälla hans regering.

## Utmärkelser
- Storkors av Dannebrogorden,  1870[1]
- Dannebrogsmännens hederstecken,  1871[1]
- Förtjänstmedaljen i guld,  1874[1]
- Riddare av Hederslegionen
- Riddare av Nordstjärneorden
- Sankt Annas orden
- Riddare av första klass av Järnkroneorden

[Redigera Wikidata]